# Jagadishpur
Jagadishpur é uma vila no distrito de Haora, no estado indiano de Bengala Ocidental.

## Demografia
Segundo o censo de 2001, Jagadishpur tinha uma população de 12 826 habitantes. Os indivíduos do sexo masculino constituem 51% da população e os do sexo feminino 49%. Jagadishpur tem uma taxa de literacia de 72%, superior à média nacional de 59,5%: a literacia no sexo masculino é de 77% e no sexo feminino é de 67%. Em Jagadishpur, 11% da população está abaixo dos 6 anos de idade.